# Antin
Antin [anten] je francouzská obec ležící v departmentu Hautes-Pyrénées v regionu Okcitánie.

## Historie
Starobylé baronství v Antinu, s nejstaršími písemnými zmínkami z roku 1110, existovalo jako součást bigorrského hrabství v rámci gaskoňského vévodství. V roce 1615 bylo baronství povýšeno na markýzství a získal jej rod Pardaillan de Gondrin. V roce 1711 bylo panství rozšířeno a povýšeno na vévodství, s titulem pair.